# ويليام هنري غري
ويليام هنري غري (بالإنجليزية: William Henry Grey)‏ هو شخصية أعمال وسياسي أمريكي، ولد في 22 ديسمبر 1829 في واشنطن العاصمة في الولايات المتحدة، وتوفي في 8 نوفمبر 1888 في الولايات المتحدة. حزبياً، نشط في الحزب الجمهوري. وقد انتخب عضو مجلس نواب أركنساس.